# Vinnie Paz
Pour les articles homonymes, voir Paz.
Ne doit pas être confondu avec le boxeur Vinny Pazienza aussi connu sous le nom de « Vinny Paz »
Vinnie Paz, de son vrai nom Vincenzo Luvineri, né le 5 octobre 1977 à Agrigente en Italie, est un rappeur américain. Il est l'un des fondateurs du groupe de hip-hop Jedi Mind Tricks. Il fait également partie du collectif Army of the Pharaohs.
Paz est connu pour ses paroles agressives qui ont habituellement pour thèmes la religion, la guerre, la politique, la mythologie, le complot, et le paranormal. Ses albums les plus récents comme Servants in Heaven Kings in Hell se basent sur la politique et les problèmes internationaux. Vinnie Paz a plusieurs autres noms de scène comme Ikon the Verbal Hologram, Louie Doggs, Boxcutter Pazzy, Hologram, Paz, Vinnie P, The Pazmanian Devil, Ikon The Python, et Pazienza. Élevé dans une famille catholique, Vinnie Paz est désormais musulman, ce qui joue un rôle majeur dans ses paroles, souvent controversées. Vinnie est également adepte de heavy metal.
Il publie son premier album solo, Season of the Assassin en 2010, 18 ans après ses débuts dans le rap. Paz rédige de temps à autre des articles sur maxboxing.com en 2011. Il publie son deuxième album God of the Serengeti en octobre 2012,. En 2013, Paz confirme un nouvel album avec Army of the Pharaohs intitulé In Death Reborn, pour 2014. Le 22 octobre 2013 marque la publication de son second EP ; Carry on Tradition.

## Biographie

### Débuts (1992–1997)
Vinnie Paz est né en Sicile, dans la ville d'Agrigente, en Italie, dans laquelle il vit une courte partie de son enfance avant d'émigrer avec sa famille vers Philadelphie, en Pennsylvanie, aux États-Unis. À l'origine, il choisit Ikon the Verbal Hologram comme nom de scène, avant de prendre celui de Vinnie Paz, inspiré de celui du boxeur Vinny Pazienza. Paz a d'abord commencé à rapper dans la cave de Stoupe, le cofondateur du groupe Jedi Mind Tricks. En 1996, Vinnie Paz publie l'EP Amber Probe qui fait participer The Lost Children of Babylon. En 1997, Jedi Mind Tricks publient leur premier album The Psycho-Social, Chemical, Biological and Electro-Magnetic Manipulation of Human Consciousness (souvent abrégé The Psycho-Social CD). Le groupe se compose de Vinnie Paz et Stoupe the Enemy of Mankind et fait participer Apathy, Jus Allah, et Black Thought.

### AOTP et nouveau nom (1998–2006)
En 1998, Paz forme Army of the Pharaohs aux côtés de Bahamadia, Chief Kamachi, Virtuoso, 7L and Esoteric, et les autres membres des Jedi Mind Tricks Stoupe the Enemy of Mankind et Jus Allah. Le groupe publie initialement les vinyles Five Perfect Exertions et War Ensemble en 1998, puis reste silencieux pendant plusieurs années. Ensemble, ils publient The Five Perfect Exertions.
En 2000, Vinnie Paz, aux côtés des Jedi Mind Tricks, publie son second album, Violent by Design. Stoupe et Vinnie recrutent le rappeur Jus Allah qu'ils font participer à l'album. Sur l'album, Ikon the Verbal Hologram change de nom pour Vinnie Paz, d'après le boxeur Vinny Pazienza, originaire de Rhode Island. En 2003, les Jedi Mind Tricks publient leur troisième album, Visions of Gandhi. Le titre de l'album s'inspire de verset de la chanson Affirmative Action de Foxy Brown, issue de l'album It Was Written de Nas, dans laquelle elle rappe They praise Allah with visions of Gandhi (« Ils prient Allah avec la vision de Gandhi »). Vinnie Paz explique que « c'est toujours quelque chose qui m'est resté en tête mais je ne m'en étais jamais servi pour quoi que ce soit. Alors j'ai pensé à tout ce qui se passait en Palestine comme la guerre en Irak, Mumia en prison. J'ai pensé que le monde actuel avait besoin de Gandhi. Alors Visions of Gandhi reflète ça ». L'année suivante, en 2004, le groupe publie Legacy of Blood.
En 2005, Paz revient au sein du supergroupe Army of the Pharaohs. Ils travaillent sur leur premier album, The Torture Papers qui sera publié le 21 mars 2006 au label Babygrande Records. Après la publication de l'album, Paz revient au sein de son groupe les Jedi Mind Tricks et se lance dans un cinquième album, Servants in Heaven, Kings in Hell publié le 19 septembre 2006 au label Babygrande Records. En 2006, Vinnie Paz publie son premier album solo, une mixtape intitulée The Sound and The Fury qui fait participer Apathy et OuterSpace, et contient 19 chansons.

### Publications et carrière solo (2007–2010)
Paz publie avec Army of the Pharaohs le second album du groupe Ritual of Battle le 21 septembre 2007 au label Babygrande Records. Le premier single de l'album s'intitule Bloody Tears, en featuring avec Planetary, Doap Nixon, Demoz, Vinnie Paz et est produite par DJ Kwestion. La chanson s'inspire de la chanson homonyme de Castlevania. Le clip vidéo es publié en mars 2011. Le 11 novembre 2008, les Jedi Mind Tricks publient leur sixième album, A History of Violence. L'album compte 4 451 exemplaires vendus la première semaine. Comme pour les précédents opus, il est publié au label Babygrande Records. L'album est suivi de plusieurs autres publication de la part des Jedi Mind Tricks comme leur premier DVD intitulé Divine Fire: The Story of Jedi Mind Tricks, et les projets de Vinnie Paz Jedi Mind Tricks presents Doap Nixon: Sour Diesel, Jedi Mind Tricks presents King Syze : The Labor Union, et Jedi Mind Tricks presents OuterSpace : God's Fury.
En 2010, le troisième album d'Army of the Pharaohs, The Unholy Terror, est publié. Il est initialement prévu pour le 30 mars 2010, mais avancé le 19 mars sur UGHH.com. Il est publié chez Babygrande Records et au label Enemy Soil de Paz. C'est à cette période que Paz publie son premier album solo, Season of the Assassin, généralement bien accueilli par la presse spécialisée. Il est initialement intitulé Assassin's Creed mais Paz change de nom pour éviter tout démêlé judiciaire avec la société Ubisoft. La date programmée est le 22 juin 2010. Quelques mois plus tard, Paz publie l'EP Prayer for the Assassin qui contient quatre remixes de chansons issues de l'album Season of the Assassin et un clip du titre Keep Movin' on. Il est publié sur Internet le 26 octobre 2010.

### Violence Begets Violenceet suites (depuis 2011)
Le 24 octobre 2011, les Jedi Mind Tricks publient leur septième album Violence Begets Violence. Il s'agit du premier album des JMT sans aide de Stoupe The Enemy of Mankind à la production ; Vinnie Paz et Jus Allah ne pouvaient plus attendre.
Paz publie son second album, God of the Serengeti, le 22 octobre 2012. L'album est une suite de Season of the Assassin publié en 2010.
The Army se réunit pour un quatrième album intitulé In Death Reborn. Le 27 décembre 2011, Vinnie Paz annonce Army of the Pharaohs - In Death Reborn pour 2012. En avril 2013, l'album n'est toujours pas publié. L'album sortira finalement le 22 avril 2014.
Le 16 juin 2013, Paz annonce travailler sur un nouvel EP solo intitulé Carry on Tradition, qu'il prévoit pour le 19 octobre 2013. L'EP sort le 29 octobre 2013.
En 2014, Stoupe revient au sein des Jedi Mind Tricks et Jus Allah quitte encore une fois le groupe. Le 2 juin 2015, ils publient leur huitième album The Thief and the Fallen, entièrement produit par Stoupe.
Le 22 juin 2018, le supergroupe Jedi Mind Tricks sort son neuvième album intitulé The Bridge & The Abyss.
Le 28 septembre 2018, Vinnie Paz sort son nouvel album solo intitulé The Pain Collector.
Début 2020, Vinnie Paz publie son cinquième album solo intitulé As Above So Below. L'album comporte 18 titres.

### Nouvel album solo en 2021
En avril 2021, Vinnie Paz publie son sixième album solo, intitulé Burn Everything That Bears Your Name, sous le label Iron Tusk. L'album comprend 22 chansons,.

## Discographie

### Albums studio
- 2010 : Season of the Assassin
- 2012 : God of the Serengeti
- 2016 : The Cornerstone of the Corner Store
- 2018 : The Pain Collector
- 2020 : As Above So Below
- 2021 : Burn Everything That Bears Your Name
- 2022 : Tortured in the Name of God's Unconditional Love
- 2023 :  All Are Guests In The House Of God

### Albums collaboratifs
- 1997 : The Psycho-Social, Chemical, Biological & Electro-Magnetic Manipulation of Human Consciousness (avec Jedi Mind Tricks)
- 2000 : Violent By Design (avec Jedi Mind Tricks)
- 2003 : Visions of Gandhi (avec Jedi Mind Tricks)
- 2004 : Legacy of Blood (avec Jedi Mind Tricks)
- 2006 : The Torture Papers (avec Army of the Pharaohs)
- 2006 : Servants in Heaven, Kings in Hell (avec Jedi Mind Tricks)
- 2007 : Ritual of Battle (avec Army of the Pharaohs)
- 2008 : A History of Violence (avec Jedi Mind Tricks)
- 2010 : The Unholy Terror (avec Army of the Pharaohs)
- 2011 : Violence Begets Violence (avec Jedi Mind Tricks)
- 2011 : Heavy Metal Kings (avec Ill Bill)
- 2014 : In Death Reborn (avec Army of the Pharaohs)
- 2014 : Heavy Lies the Crown (avec Army of the Pharaohs)
- 2015 : The Thief and the Fallen (avec Jedi Mind Tricks)
- 2017 : Black God, White Devil (avec Ill Bill)
- 2018 : The Bridge & The Abyss (avec Jedi Mind Tricks)
- 2019 : Camouflage Regime (Avec Tragedy Khadafi)
- 2021 : The Funeral and the Raven (avec Jedi Mind Tricks)

### EP
- 2010 : Prayer for the Assassin
- 2013 : Carry on Tradition
- 2024 : Jacinto's Praying Mantis

### Mixtapes
- 2005 : Pazmanian Devil
- 2006 : The Sound and the Fury
- 2010 : Before the Assassin
- 2010 : Fires of the Judas Blood
- 2012 : The Priest of Bloodshed
- 2013 : Digital Dynasty 23
- 2014 : Flawless Victory
- 2020 : Savor the Kill
- 2022 : Lower the Blade